# Seznam představitelů městské části Brno-Ivanovice
Toto je seznam představitelů městské části Brno-Ivanovice. Vesnice Ivanovice byla samostatnou obcí do roku 1971, kdy se stala součástí Brna. Samosprávná městská část Brno-Ivanovice vznikla v roce 1990.

## Starostové obce (1850–1945)
| Ve funkci             | Jméno             | Strana | Poznámky                                                                                      |
| --------------------- | ----------------- | ------ | --------------------------------------------------------------------------------------------- |
| doložen 1889, do 1891 | František Komárek |        |                                                                                               |
| 1891–1897             | Josef Pokora      |        |                                                                                               |
| 1897–1900             | František Růžička |        |                                                                                               |
| 1900–1903             | František Svída   |        |                                                                                               |
| 1903–1907             | František Komárek |        |                                                                                               |
| 1907–1910             | Martin Pokora     |        |                                                                                               |
| 1910–1913             | František Růžička |        |                                                                                               |
| 1913–1919             | František Svída   |        | narukoval do první světové války, v letech 1915–1917 jej zastupoval zastupitel Rudolf Novotný |
| 1919–1921             | Jan Mašek         |        | odstoupil                                                                                     |
| 1921–1927             | František Sýkora  |        |                                                                                               |
| 1927–1930             | Josef Novotný     |        | zemřel                                                                                        |
| 1930–1945 (?)         | Antonín Kolařík   | ČSNS   |                                                                                               |

## Předsedové národního výboru (1945–1971)
| Ve funkci | Jméno             | Strana | Poznámky |
| --------- | ----------------- | ------ | -------- |
| 1945      | Bohumil Ubr       |        |          |
| 1945–1946 | Richard Uchytil   | KSČ    |          |
| 1946–1948 | Richard Růžička   | ČSNS   |          |
| 1948      | František Holánek |        |          |
| 1948–1949 | Richard Uchytil   | KSČ    |          |
| 1949–1952 | Miroslav Ondráček |        |          |
| 1952–1954 | Stanislav Kazda   |        |          |
| 1954–1971 | Richard Uchytil   |        |          |

## Starostové městské části (od 1990)
| Ve funkci | Jméno           | Kandidátní listina                                           | Navrhující strana  | Politická příslušnost | Poznámky |
| --------- | --------------- | ------------------------------------------------------------ | ------------------ | --------------------- | -------- |
| 1990–1994 |                 |                                                              |                    |                       |          |
| 1994–1998 |                 |                                                              |                    |                       |          |
| 1998–2002 | Ludvík Janota   | Sdružení nezávislých kandidátů 1                             | nezávislý kandidát | nestraník             |          |
| 2002–2003 | Ludvík Janota   | Sdružení nezávislých kandidátů                               | nezávislý kandidát | nestraník             |          |
| 2003–2006 | Eva Slavíková   | Sdružení nezávislých kandidátů - Sdružení za rozvoj Ivanovic | nezávislý kandidát | nestraník             |          |
| 2006–2010 | Jana Bohuňovská | ODS                                                          | ODS                | ODS                   | odvolána |
| 2010–2014 | Jaroslav Elzner | ODS                                                          | ODS                | ODS                   |          |
| 2014–2018 | Jana Bohuňovská | ODS                                                          | ODS                | ODS                   |          |
| 2018–2022 | Jana Bohuňovská | ODS                                                          | ODS                | ODS                   |          |